# 袁天凡
袁天凡，（1952年—），於上海出生，盈科動力高層，是香港傑出的投資銀行家。
太太李慧敏曾出任恒生銀行副董事長兼行政總裁。

## 生平
5歲跟隨父母從上海移民到香港。後來在九龍華仁書院就讀。
1976年，於芝加哥大學經濟系畢業後，到香港中文大學任教。一年後，到匯豐的獲多利債券部工作。8年內便晉升到財務部。1985年，成了財務部主管。不久便離開獲多利，擔任了唯高達董事總經理。1988年出任聯交所行政總裁。1994年創立盈科保險。1996年出任盈科亞洲拓展的副總經理，曾一手策劃鯨吞香港電訊。2009年頭，袁天凡疑涉電盈私有化事件。